# Джек Сепкоські
Джек Джон Сепкоські (англ. Jack John Sepkoski; 26 липня 1948, Преск-Айл, штат Мен — 1 травня 1999) — американський геолог і палеонтолог, піонер досліджень масових вимирань, співтворець тези про існування регулярного (кожні 26,2 млн років) циклу масових вимирань у мезозої i кайнозої.
Випускник Університету Нотр-Дам, докторський ступінь здобув у 1977 р. в Гарвардському університеті на підставі праці про геологічну будову і палеонтологічні особливості району Блек-Гіллс. Від 1974 р. до 1978 р. був викладачем Рочерського університету. Згодом став викладачем Університету в Чикаго, де працював до пенсії і де мав звання професора з 1986 р. Одночасно працював у Чиказькому музеї природної історії. У 1983 р. здобув нагороду «Charles Schuchert Award» Палеонтологічного товариства.
Єдиною і головною темою досліджень Сепкоського були перебіг і причини масових вимирань у фанерозої. На основі власних досліджень, а також разом з Давидом Раупом удокументував існування п'яти основних великих вимирань і обчислив частку вимерлих таксонів. Довели також циклічний характер великих і менших вимирань у мезозойську і кайнозойську ери.

## Вибрані публікації
- Sepkoski J.J., Jr. Kinematic model of Phanerozoic taxonomic diversity. 1: analysis of marine orders // Paleobiology. — 1978. — No 4. — P. 223—251.
- Sepkoski J.J., Jr. Kinematic model of Phanerozoic taxonomic diversity. 2: early Phanerozoic families and multiple equilibria // Paleobiology. — 1979. — No 5. — P. 222—251.
- Sepkoski J.J., Jr. A factor analytic description of the Phanerozoic marine fossil record // Paleobiology. — 1981. — No 7. — P. 36-53.
- Sepkoski J.J., Jr. Alpha, beta, or gamma: where does all the diversity go? // Paleobiology. — 1988. — No 14. — P. 221—234.
- Raup D. M., Sepkoski J.J., Jr. Mass extinctions in the marine fossil record // Science. — 1982. — No 215. P. 1501-3.
- Raup D. M., Sepkoski J.J., Jr. Periodicity of extinctions in the geologic past. . — Proc. Natl. Acad. Sci. USA. — 1984. — Vol. 81, No 3. — P. 801—805.
- Sepkoski J.J., Jr. A compendium of fossil marine animal genera // Bull. Amer. Paleontology. — 2002. — Vol. 364. — 560 p.